# Евеи
Евеи (др.-евр. חִוִּי‬, Хиви) — один из народов, потомков Ханаана, сына Хама, в соответствии с таблицей народов в Быт. 10 (особенно 10:17).

## История
Бытие 15:18-21 не перечисляет евеев среди народов Эрец-Исраэль, завещанной потомкам Авраама. Тем не менее, на 100 лет позже Бытие 36:2 говорит, что одна из жён Исава была «Оливема, дочь Аны, сына Цивеона Евеянина», про которую также уточняется, что она «из дочерей Ханаана». Ссылка на «дочерей Ханаана» считается относящейся к их происхождению от предка Ханаана и является ссылкой на культурную самобытность или племенную принадлежность, более, чем ссылкой на географическую область Ханаан. К тому времени, как Иаков возвращается с семьей в Ханаан, Быт. 34 описывает евеев правителями области Сихем.
Из книги Иисуса Навина известно, что евеи были одной из семи национальных групп, проживающих в земле Ханаан, когда израильтяне под руководством Иисуса Навина начали завоевание земли (Нав. 3:10). Они называются в числе семи народов, которые должны быть удалены из земли Ханаанской — хеттов, гергесеев, аморреев, хананеев, ферезеев, евеев и иевусеев (Исход 34:11, 23:23, Второзаконие 7:1-3) — и чья земля была завещана сынам Израилевым (Исход 3:08). Тем не менее, евеи продолжали оставаться отдельной культурной группой в земле Израиля по крайней мере до времён Соломона, и неясно, когда и как они перестали быть отдельной группой до того, как Израильское царство закончило своё существование. Никакое название, напоминающее евеян, не было найдено в египетских или вавилонских надписях.
В Библии описываются также два случая массовых расправ евреев над евеями. Первая — это резня евеев в Сихеме Симеоном и Левием, а второй случай — это умервщление множества евеев во времена царя Саула (книга Самуила, 21), по-видимому, в наказание за обман Иисуса Навина. Во времена Давида евеи получили с согласия царя возможность отомстить, убив семерых из сынов Саула.

## Этимология

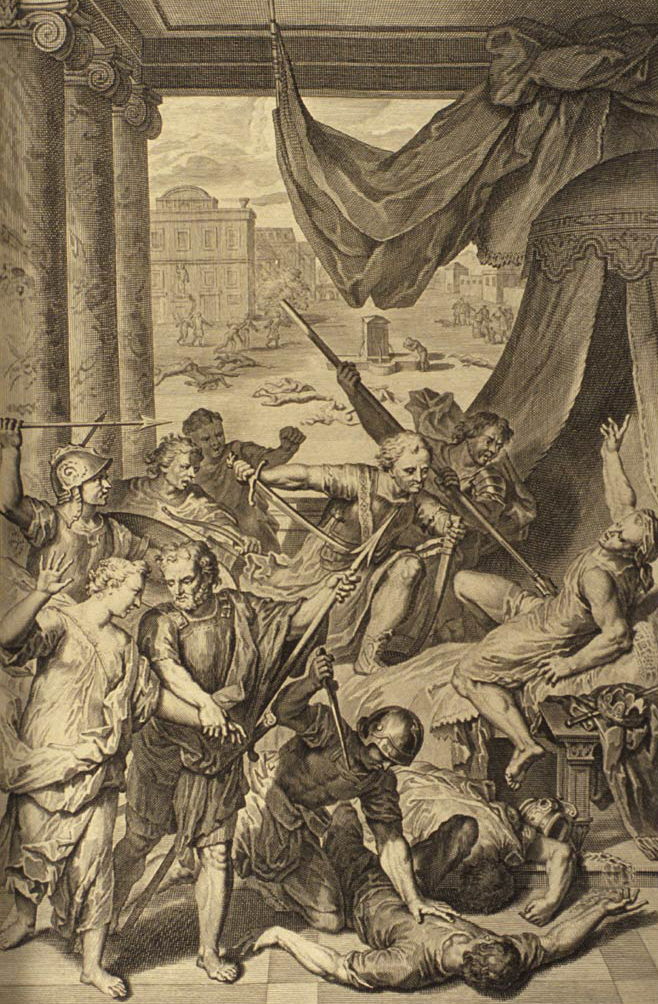
Резня евеев в Сихеме Симеоном и Левием.

Как видно из таблицы наций (Бытие 10), евеи присутствуют среди потомков Ханаана, сына Хама (Также 1 Пар 1:13-15), возможно, название происходит от еврейского слова Хава (חוה), что означает палатку кочевника.
Представляется возможной связь (или пересечение) между евеями и хорреями. В Быт. 36:2 описан евеянин по имени Цивеон, также описаный в Быт. 36:20—30 как Хорреянин. Ряд учёных утверждают, что это произошло в результате ошибки переписчика, так как оба названия — евеи (ивр. חוי‎) и хорреи (ивр. חרי‎) отличаются в написании одной буквой примерно одинаковой формы, или же они могут относиться к двум лицам. Согласно традиционным еврейским источникам, название «евеи» происходит от арамейского слова «Khiv’va» (HVVA), что означает «змея», «так как они нюхают землю, как змея, в поисках плодородной земли».
Учёные попытались идентифицировать с библейскими евеями:
1. греческих ахейцев, известных из Гомера;
2. хурритов — один из самых важных народов древнего Ближнего Востока — который иным образом остался незамеченным в еврейской Библии;
3. поселенцев, которые пришли в Сихем из другого места в Киликии (области в Малой Азии), которое называется Kue (русск. Куэ) в Библии (1 Цар 10:28) и huwi в клинописных источниках.

## Местоположение
Евеи жили в горных районах Ханаана от Ливана — в частности от горы Ваал-Ермона до входа в Емаф (Суд. 3:03) — и горы Хермон («подле Ермона в земле Массифе»; Нав. 11:03) на севере до плато в центре надела Вениамина в горах к северу от Иерусалима. В этой области находились конкретные евейские поселения, упоминаемые в Библии. Бытие 34 описывает евеев правящими областью Сихема. Дальше на юг были четыре евейских города — Гаваон, Кефира, Беероф и Кириаф-Иарим (Нав. 9:17) — которые участвуют в обмане Иисуса Навина.
В 2Цар. 24:7 они упоминаются сразу после «твердыня Тира».

## Культурная самобытность
Несколько ключевых особенностей культуры народа евеев.
Во-первых, в Бытие. 34:2 упоминается, что Сихем, сын Еммора, был евеянином. В Бытие 34:14 написано, что евеи не практиковали обрезание мужчин, то есть были одним из немногих народов, живущих в земле Ханаана, которые этого не делали. Обрезание, как практика, было довольно распространено среди народов, проживавших в земле Ханаанской. Египтяне, идумеяне, аммонитяне, моавитяне и различные другие протоханаанские племена практиковали обрезание мужчин наряду с евреями. Кроме заклятого противника Израиля — филистимлян, евеи кажутся исключением из правила обрезания, который делает их довольно отличающимися от других племён Ханаана в этот период времени.
Тель-Эль-Амарнский архив содержит сведения, что правителями евеев были вожди или старейшины, а не цари, как у других народов этой земли.
Евеи продолжали существовать в качестве отдельной культурной группы по крайней мере до времён Давида, когда они были учтены в региональной переписи в это время (2Цар. 24:1—7). Во время царствования Соломона они описываются как часть рабов, используемых им для своих многочисленных строительных проектов (3 Цар 9:20-21, 2 Хроник 8:7-8).
В книге Нав. 9, Иисус Навин приказал гаваонским евеям быть лесорубами и поставлять воду для храма Яхве.
Второзаконие 7:03 запретило израильтянам вступать в брак с евеями, потому что они обратились к другим богам, но неясно, насколько строго запрет соблюдался.
Похоже, что культурная самобытность евеев перестала существовать до ассирийского завоевания северного Израильского царства в VIII веке до н. э., и вавилонского завоевания южного Иудейского царства в VI веке до н. э. (каждое с последующими депортациями населения).
В книгах Эзры и Нехамии также упоминается, что евеи были депортированы вместе с евреями, и даже вернулись вместе с ними из вавилонского изгнания.